# Malu (Giurgiu)
Malu es una comuna ubicada en el distrito de Giurgiu, Rumania.

## Superficie
Cuenta con una superficie de 52,05 kilómetros cuadrados.

## Demografía
Hasta 2021 la población era de 2056 habitantes, con una densidad de población de 39,50 habitantes por kilómetro cuadrado.